# Argyrodes strandi
Argyrodes strandi là một loài nhện trong họ Theridiidae.
Loài này thuộc chi Argyrodes. Argyrodes strandi được Lodovico di Caporiacco miêu tả năm 1940.